# Monique Watteau
 (mars 2018).
Si vous disposez d'ouvrages ou d'articles de référence ou si vous connaissez des sites web de qualité traitant du thème abordé ici, merci de compléter l'article en donnant les références utiles à sa vérifiabilité et en les liant à la section « Notes et références ».
Pour les articles homonymes, voir Watteau (homonymie).
Monique Watteau,  connue aussi sous le nom de Alika Lindbergh, née le 23 décembre 1929 à Liège, est une romancière et peintre belge.

## Biographie
Elle fait des études classiques, notamment au Lycée Léonie de Waha, puis suit des cours à l'Académie des Beaux Arts et au Conservatoire d'art dramatique de Liège pour se consacrer au dessin et au théâtre. À Paris, Jean Anouilh la découvre et il lui propose un rôle dans Deux sous de violettes  en 1951. Elle tourne aussi dans un semi-documentaire, Ce monde interdit (Questo mondo proibito) de Fabrizio Gabella en 1963, sous le pseudo d'Alika Watteau.
Son premier livre, publié en 1954, La Colère végétale, sous-titré La révolte des Dieux Verts, lance sa carrière en littérature fantastique. Un fantastique féminin empreint d'érotisme et d'étrangeté.
Elle avait accompagné son mari, Bernard Heuvelmans, un zoologue, en Malaisie et à Sumatra, destinations dont l'exotisme et les légendes ont sans doute influencé L'Ange à fourrure (1958).
Elle s'est ensuite tournée vers la peinture.
Le dessinateur surréaliste hennuyer Armand Simon a illustré des textes de Monique Watteau.
La romancière et peintre belge dit que l'acteur Yul Brynner avec qui elle a eu une liaison entre 1961 et 1967 a joué un rôle capital et a eu une influence majeure sur elle,.

## Œuvres
- La Colère végétale, Plon, 1954 ; Marabout Fantastique no 462, 1973.
- La Nuit aux yeux de bête, Plon, 1956. Réédité par Léo Scheer en 2008.
- L'Ange à fourrure, Plon, 1958. [lire en ligne]
- Je suis le ténébreux, Julliard, 1962.
- Nous sommes deux dans l'arche, Presses de la Cité, 1975.
- Quand les singes hurleurs se tairont, 1976.
- Testament d’une fée, e-dite 2002.